# Matthew Kennedy
Matthew Kennedy (Irvine, 1 november 1994) is een Schots voetballer die bij voorkeur als vleugelspeler speelt. Hij tekende in februari 2015 een contract voor 3,5 jaar bij Cardiff City, dat hem voor een niet bekendgemaakt bedrag overnam van Everton.

## Clubcarrière
Kennedy debuteerde op 19 november 2011 voor Kilmarnock, tegen Hibernian. Hij kreeg zijn eerste basisplaats tegen St. Mirren. Op 31 augustus 2012, de laatste dag van de zomerse transferperiode, tekende hij een driejarig contract bij Everton. Op 18 november 2012 zat hij daarbij op de bank tijdens een competitiewedstrijd tegen Reading, maar een debuut bleef uit, ook in de volgende 2,5 jaar. Nadat Everton Kennedey verhuurde aan achtereenvolgens Tranmere Rovers, Milton Keynes Dons en Hibernian, verkocht de club hem in februari 2015 voor een niet bekendgemaakt bedrag aan Cardiff City, op dat moment actief in de Championship. Kennedy tekende hier voor 3,5 jaar.

## Interlandcarrière
Kennedy kwam uit voor verschillende Schotse nationale jeugdelftallen. Hij scoorde zeven doelpunten in 32 wedstrijden voor Schotland -16, -17 en -19 samen.
2 Romeo ·
4 Goutas ·
5 McGuinnes ·
6 Wintle ·
8 Ralls ·
10 Ramsey ·
11 O'Dowda ·
13 Rúnarsson ·
14 Bowler ·
16 Grant ·
17 Collins ·
18 Adams ·
19 Sawyers ·
21 Alnwick ·
22 Méïté ·
23 Siopis ·
24 Panzo ·
25 Evans ·
27 Colwill ·
32 Tanner ·
35 Rinomhota ·
37 Daley-Campbell ·
38 Ng ·
47 Robinson ·
Coach: Bulut